# 辺野古弾薬庫

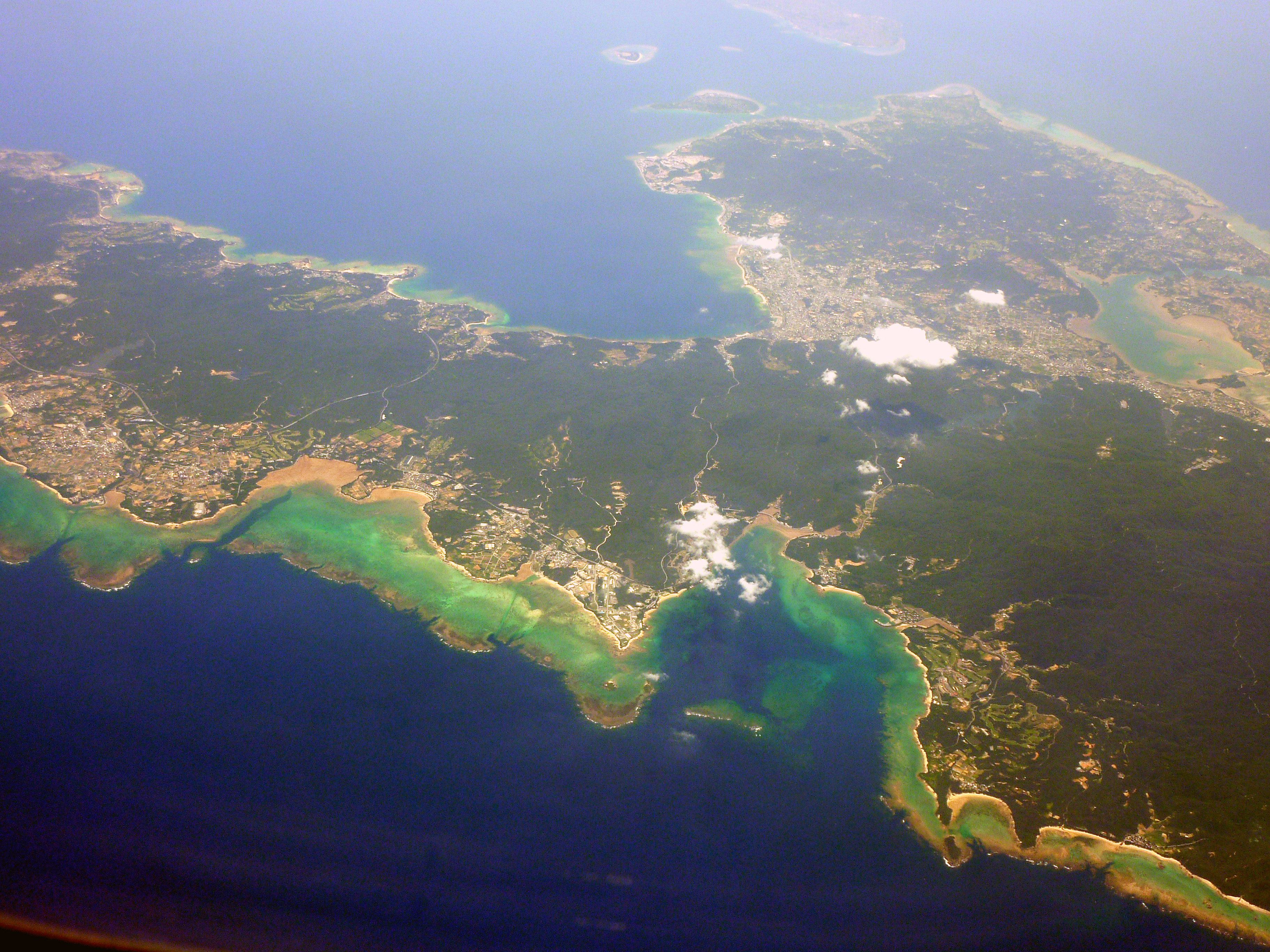
サンゴ礁に囲まれた名護市周辺の遠景。中央下が辺野古岬。

辺野古弾薬庫 (へのこだんやくこ) (Henoko ordnance ammunition depot) は、沖縄県名護市辺野古にある米軍海兵隊の基地。総面積は、約1.21 km2。アメリカ海兵隊キャンプ・シュワブと現在埋め立てている辺野古新基地の北側に隣接する辺野古弾薬庫は、海兵隊の弾薬庫として使用されている。弾薬庫の多くは覆土式となっている。

## 基地概要
- 場所：沖縄県名護市（字二見、字辺野古）
- 施設面積：1,214,000m2
- 管理部隊名：海兵隊キャンプ・バトラー基地司令部
- 使用部隊名：第3海兵兵站群第35戦闘兵站連隊需品即応中隊弾薬小隊
- 使用主目的：弾薬庫[1]

1992年、辺野古弾薬庫を使用している第3補給大隊が所属していた第9旅団役務支援群が解隊され、第3海兵兵站群 (司令部＝牧港補給地区) が管理。
辺野古弾薬庫の南側にキャンプ・シュワブが隣接している。
| 施設番号 |                    |                               |         |
| FAC6009  | キャンプ・シュワブ | キャンプ・シュワブ            |         |
| FAC6009  | キャンプ・シュワブ | キャンプ・シュワブ訓練場      |         |
| FAC6009  | キャンプ・シュワブ | キャンプ・シュワブLST繋留施設 | C表参照 |
| FAC6010  | 辺野古弾薬庫       | 辺野古弾薬庫                  |         |
| FAC6010  | 辺野古弾薬庫       | 辺野古海軍弾薬庫              |         |

## 歴史
- 1956年、辺野古弾薬庫、辺野古海軍弾薬庫として使用開始。
- 1958年、特殊倉庫の建設を国場組が請け負う。
- 1972年5月15日、沖縄県の復帰に伴い施設・区域が提供される（このとき2施設が統合され、現在の辺野古弾薬庫となった。
- 1977年6月15日、施設管理権が陸軍から海兵隊へ移管。
- 2017年11月9日、米軍再編ロードマップに明記されていないにもかかわらず、日米合同委員会で辺野古弾薬庫の一部となる4棟、計2,100m2の建替工事が合意され、日本が20億円を負担することがあきらかになった[2]。

## 化学兵器と核兵器の貯蔵について

### 化学兵器貯蔵施設としての辺野古弾薬庫
米国立公文書記録管理局(NARA)によると、
- 1971年12月10日、毒ガス保管庫や化学部隊に関する記事。沖縄で毒ガス保管庫（Poison Gas Storage Facility）施設の建設を検討している件と、かつて知花弾薬庫 (現在の嘉手納弾薬庫) に駐屯し、今 (1971年現在) は辺野古に配属中の第267化学部隊185名について記されていた。[3]

### 核兵器貯蔵施設としての辺野古弾薬庫
- 1971年10月27日、日本の米国大使館から国務省へのテレグラムの記録。米国立公文書記録管理局(NARA)によると、日本国参議院予算委員会で、沖縄の辺野古にある核兵器ポセイドン (潜水艦弾道ミサイル) が、辺野古弾薬庫の1060ビルに存在するという話が取りざたされたと記されていた。[3]
- 2009年に公開された「1969年11月21日のリチャード・ニクソン米合衆国大統領と佐藤栄作日本国総理大臣との共同声明についての合意議事録」について、翌年「いわゆる密約問題に関する有識者委員会報告書」が検証した[4]。その中に辺野古(弾薬庫)が核兵器貯蔵施設であることが明記されている。しかしながら、日本を含む極東諸国の防衛のため米国が負っている国際的義務を効果的に遂行するために、米国政府は、極めて重大な緊急事態が生じた際、日本政府との事前協議（A）を経て、核兵器の沖縄への再持ち込みと、沖縄を通過させる権利を必要とするであろう。米国政府は、その場合に好意的な回答を期待する （B）。米国政府は、沖縄に現存する核兵器貯蔵地である、嘉手納、那覇、辺野古、並びにナイキ・ハーキュリーズ基地を、何時でも使用できる状態に維持しておき、極めて重大な緊急事態が生じた時には活用できるよう求める。 — リチャード・ニクソン米合衆国大統領こちらも参照 → 沖縄の核
- 退役軍人のプロフィールなどから、兵站部隊が辺野古で核兵器組み立てを担っていたことが判明した[5]。1962年にニューメキシコ州アルバカーキで行われた陸軍核兵器組立講座に参加し、沖縄の第137兵站部（辺野古）の核兵器組立チームのNCOIC (非委任役員) として3年間過ごしました。その任務での彼の並外れた兵役により、彼は第5米陸軍の核兵器顧問、DCSLOG (兵站部副部長) に選ばれました。 — ある退役軍人のプロフィール

この「核兵器組み立て班」の存在は、米軍全四軍が沖縄に最大18種類、1200発以上の核兵器を配備し、有事の際には分解して日本やその他の地域に核を分解して持ち込み、現地で組み立てるという計画が実際に機能していたことを示す。
- 1958年4月、弾薬庫の「特殊倉庫施設工事」を請け負った國場組で現場副主任であった国場幸一郎は、当時を振り返り「辺野古のは、あれは普通の弾薬庫じゃないな。どうも特殊兵器ですね」「嘉手納 あたりの普通の弾薬庫はイグルー型といって、かまぼこみたいな形をしているんだが、辺野古のは穴を掘って、ものすごく大きな坑道みたいなものを...。冷房まで入ってた。」と語っている[7]。
- 情報公開で公表された弾薬庫の見取り図には、それぞれの兵舎地区に沿う形で4カ所のフォールアウト・シェルター (核シェルター) が建設されている[3]。

### 有事の際の核持ち込みに関する「密約」
1994年、佐藤の密使であった若泉敬が、1969年11月の佐藤・ニクソン会談後の共同声明の背後に、有事の場合は沖縄への核持ち込みを日本が事実上認めるという秘密協定に署名したことを証言した。
現在、辺野古弾薬庫に隣接する海域で、普天間基地代替施設となる基地建設のための埋め立てが進められているが、それに合わせて辺野古弾薬庫の大規模な改修工事も行われ、新基地建設と一体となった辺野古弾薬庫の機能強化を進めているのではないかという懸念がとりざたされている。

## 地質的脆弱性

### 高さ制限違反
米国防総省の統一施設基準書 (UFC) が定める航空機の安全な離着陸のための周辺建造物の高さ制限は標高約55メートルと定められている。現在進められている辺野古新基地建設において、高さ制限を超過するNTTドコモや沖縄セルラー電話の携帯電話基地局は撤去や移転で調節しているが、辺野古弾薬庫の面積の3分の1ほどが標高55メートル以上の高台にあり、その上に弾薬倉庫が建つ。同様に沖縄工業高等専門学校も高さ制限を約7m超過しているが、沖縄防衛局は「米側と調整し航空機運航の障害にならないと判断した」と発表している。

### 活断層
辺野古弾薬庫の両側に「辺野古断層」と「楚久断層」の断層2本の存在があることが指摘されている。それはまた新基地建設予定地の真下にも伸びている可能性があるとして調査が進められている。またがけ崩れなどもおきており、海底のマヨネーズ上の琉球石灰岩の地層とともに地質的な脆弱性が危惧されている。

## 参照
- 沖縄の米軍基地
- 沖縄と核兵器
- レッド・ハット作戦
- アメリカ軍＞在日米軍＞在沖米軍
  - アメリカ海兵隊＞在日米軍海兵隊（第3海兵遠征軍）
- Twelve Y. O. - 作中、終盤で当弾薬庫が舞台となる。
- 亡国のイージス - 上記小説の直接の続編で、当弾薬庫での爆発事故がストーリーのカギ。

座標: 北緯26度32分 東経128度01分 / 北緯26.533度 東経128.017度